# Geelong World Cup
La Geelong World Cup est une course cycliste féminine qui se déroule en Australie entre 1998 et 2008. Elle fait partie de la Coupe du monde de cyclisme sur route féminine. Elle est organisée dans des villes différentes : Sydney en 1998, Canberra de 1999 à 2001, au sein des Snowy Mountains en 2002 et à Geelong (Victoria) entre 2003 et 2008.
De 2003 à 2008, elle était distante de quelques jours du Geelong Tour.
La Cadel Evans Great Ocean Road Race Women, organisée à partir de 2015 dans la même ville, peut être vu comme un successeur de la Geelong World Cup.

## Palmarès
| Année              | Vainqueur           | Deuxième          | Troisième           |
| ------------------ | ------------------- | ----------------- | ------------------- |
| Sydney World Cup   |                     |                   |                     |
| 1998               | Deirdre Demet-Barry | Pamela Schuster   | Elizabeth Tadich    |
| Canberra World Cup |                     |                   |                     |
| 1999               | Anna Wilson         | Hanka Kupfernagel | Sara Symington      |
| 2000               | Anna Wilson         | Mirella van Melis | Mirjam Melchers     |
| 2001               | Anna Millward       | Mirjam Melchers   | Rochelle Gilmore    |
| 2002               | Petra Rossner       | Rochelle Gilmore  | Mirjam Melchers     |
| Geelong World Cup  |                     |                   |                     |
| 2003               | Sara Carrigan       | Katie Mactier     | Judith Arndt        |
| 2004               | Oenone Wood         | Petra Rossner     | Miho Oki            |
| 2005               | Rochelle Gilmore    | Oenone Wood       | Katherine Bates     |
| 2006               | Ina-Yoko Teutenberg | Miho Oki          | Katherine Bates     |
| 2007               | Nicole Cooke        | Oenone Wood       | Nikki Butterfield   |
| 2008               | Katheryn Curi       | Emma Rickards     | Ina-Yoko Teutenberg |